# Wittenberg (hrabstwo Shawano)
Wittenberg – wieś w Stanach Zjednoczonych, w stanie Wisconsin, w hrabstwie Shawano.